# Ronde van Vlaanderen 1944
De 28ste editie van de Ronde van Vlaanderen werd verreden op 2 april 1944 over een afstand van 224 km van Gent naar de velodroom 't Kuipke in Gent. De gemiddelde uursnelheid van de winnaar was 35,091 km/h. Van de 103 vertrekkers bereikten er 34 de aankomst.

## Koersverloop
Op 75 km van de aankomst vormde zich een kopgroep van drie. Ze hielden stand tot 10 km voor de finish. Zes renners sloten aan. Door verwarring over het parcours in de velodroom viel de renner op kop: Georges Claes. Rik Van Steenbergen ontweek handig de gevallen renner en klopte zijn medevluchters in de sprint.

## Hellingen
- Kwaremont
- Kruisberg
- Edelareberg

## Uitslag
| Rang | Renner              | Land   | Ploeg                | Tijd     |
| ---- | ------------------- | ------ | -------------------- | -------- |
| 1    | Rik Van Steenbergen | België | Trialoux-Wolber      | 6h23'00" |
| 2    | Briek Schotte       | België | Helyett-Hutchinson   | z.t.     |
| 3    | Joseph Moerenhout   | België | Dilecta-Wolber       | z.t.     |
| 4    | Frans Sterckx       | België | Michard - Hutchinson | z.t.     |
| 5    | Frans Bonduel       | België | Dilecta-Wolber       | z.t.     |
| 6    | Frans Van Hellemont | België | geen                 | z.t.     |
| 7    | Célestin Riga       | België | Dilecta-Wolber       | z.t.     |
| 8    | Albert Hendrickx    | België | Michard - Hutchinson | z.t.     |
| 9    | Marcel Kint         | België | Mercier-Hutchinson   | z.t.     |
| 10   | Georges Claes       | België | Trialoux-Wolber      | op 1'05" |

1913 · 
1914 · 
1915 · 
1916 · 
1917 · 
1918 · 
1919 · 
1920 · 
1921 · 
1922 · 
1923 · 
1924 · 
1925 · 
1926 · 
1927 · 
1928 · 
1929 · 
1930 · 
1931 · 
1932 · 
1933 · 
1934 · 
1935 · 
1936 · 
1937 · 
1938 · 
1939 · 
1940 · 
1941 · 
1942 · 
1943 · 
1944 · 
1945 · 
1946 · 
1947 · 
1948 · 
1949 · 
1950 · 
1951 · 
1952 · 
1953 · 
1954 · 
1955 · 
1956 · 
1957 · 
1958 · 
1959 · 
1960 · 
1961 · 
1962 · 
1963 · 
1964 · 
1965 · 
1966 · 
1967 · 
1968 · 
1969 · 
1970 · 
1971 · 
1972 · 
1973 · 
1974 · 
1975 · 
1976 · 
1977 · 
1978 · 
1979 · 
1980 · 
1981 · 
1982 · 
1983 · 
1984 · 
1985 · 
1986 · 
1987 · 
1988 · 
1989 · 
1990 · 
1991 · 
1992 · 
1993 · 
1994 · 
1995 · 
1996 · 
1997 · 
1998 · 
1999 · 
2000 · 
2001 · 
2002 · 
2003 · 
2004 · 
2005 · 
2006 · 
2007 · 
2008 · 
2009 · 
2010 · 
2011 · 
2012 · 
2013 · 
2014 · 
2015 · 
2016 · 
2017 · 
2018 · 
2019 · 
2020 · 
2021 · 
2022 · 
2023 · 
2024
Lijst van beklimmingen